# Irmgard Männlein
Irmgard Männlein (auch Irmgard Männlein-Robert; * 2. Februar 1970 in Ansbach) ist eine deutsche Klassische Philologin.
Sie studierte von 1989 bis 1996 Griechisch, Latein und Germanistik an der Universität Würzburg sowie am University College London und am Royal Holloway College. Anschließend führte sie ihr Studium bis 1995/96 (bis zum 1. Staatsexamen in allen drei Fächern) fort. Von 1997 bis 2000 war sie Promotionsstipendiatin der Studienstiftung des deutschen Volkes. Für ihre Dissertation, mit der sie 2000 in Würzburg promoviert wurde, erhielt sie den Preis der Unterfränkischen Gedenkjahrstiftung. Von 2000 bis 2006 war sie Wissenschaftliche Assistentin für Gräzistik in Würzburg. Diese Tätigkeit unterbrach sie für mehrere Forschungsaufenthalte: 2002 und 2003 war sie bei der Fondation Hardt pour l’étude de l’antiquité classique in Vandœuvres, 2003 war sie Margo Tytus Visiting Scholar an der University of Cincinnati. Für ihr Habilitationsprojekt Stimme, Schrift und Bild: Zum Verhältnis der Künste in der hellenistischen Dichtung erhielt sie 2004 ein Reisestipendium der Universität Würzburg. Im November 2005 habilitierte sie sich. 2006 erhielt sie ein Post-Habil-Stipendium zum Thema Antike Selbstepitaphien im Rahmen des bayerischen HWP-Programms.
Seit Oktober 2006 ist sie ordentliche Professorin für Griechische Philologie an der Universität Tübingen. Sie ist Mitbegründerin und Organisatorin der „Tübinger Platon-Tage“, die seit 2008 alle zwei Jahre in Tübingen stattfinden. 2016 wurde sie ordentliches Mitglied der Heidelberger Akademie der Wissenschaften.
Irmgard Männlein ist seit 2000 mit dem Germanisten Jörg Robert verheiratet. Sie hat einen Sohn (geboren 2005).

## Schriften (Auswahl)
- Longin, Philologe und Philosoph. Eine Interpretation der erhaltenen Zeugnisse (= Beiträge zur Altertumskunde 143). München/Leipzig 2001, ISBN 3-598-77692-6 (zugleich Dissertation, Universität Würzburg).
- Stimme, Schrift und Bild. Zum Verhältnis der Künste in der hellenistischen Dichtung (= Bibliothek der klassischen Altertumswissenschaften. 2. Reihe, Neue Folge 119). Carl Winter, Heidelberg 2009, ISBN 3-8253-5254-4 (zugleich Habilitationsschrift, Universität Würzburg).
- mit Oliver Schelske und anderen: Ps.-Platon: Über den Tod, eingeleitet, übersetzt und mit interpretierenden Essays versehen (= SAPERE. Band XX). Tübingen 2012, ISBN 978-3-16-151904-8.
- mit Francesca Angio und anderen: Der neue Poseidipp. Text, Übersetzung, Kommentar. Wissenschaftliche Buchgesellschaft, Darmstadt 2015, ISBN 978-3-534-24356-3.
- mit Laura Carrara: Die Tübinger Theosophie. Eingeleitet, übersetzt und kommentiert (= Bibliothek der griechischen Literatur. Band 86). Anton Hiersemann, Stuttgart 2018, ISBN 978-3-7772-1818-2.
- Mystik und Allegorese. Der Platoniker Porphyrios über Götterstatuen (Περὶ ἀγαλμάτων). Eine Studie zur spätantiken Religionsphilosophie (= Roma Aeterna. Band 16). Franz Steiner, Stuttgart 2024, ISBN 978-3-515-13517-7 (Sammlung der Fragmente mit deutscher Übersetzung und Analyse).